# خامی رامیرز
خامی رامیرز (اسپانیایی: Jaime Ramírez‎؛ ۱۴ اوت ۱۹۳۱ – ۲۶ فوریهٔ ۲۰۰۳) یک بازیکن فوتبال اهل شیلی بود.

## تیم ملی
وی همچنین در تیم ملی فوتبال شیلی بازی کرده است.